# Mi consumi
Mi consumi è il secondo singolo estratto dall'album Le mie favole della cantante romana Syria. Il brano è una cover dell'omonimo pezzo dei DC Talks

## Classifiche
| Paese  | Posizione raggiunta |
| ------ | ------------------- |
| Italia | 41                  |